# La Chapelle-Rablais
La Chapelle-Rablais là một xã ở tỉnh Seine-et-Marne, thuộc vùng Île-de-France ở miền bắc nước Pháp.

## Dân số
At the 1999 census, xã này có dân số là 779 người.